# سقط جنین در کارولینای جنوبی
سقط جنین در کارولینای جنوبی در حال حاضر به‌طور قانونی تا هفته ۲۲ بارداری انجام می‌شود.
یک قانون ۲۰۲۱ سقط جنین را به محض اینکه فعالیت قلبی جنینی قابل تشخیص باشد، جرم انگاری می‌کند، یعنی حدود شش هفته پس از اولین روز آخرین قاعدگی زن. نمایندگان کالج آمریکایی متخصصین زنان و زایمان (ACOG) در جلسه استماع سنا در سپتامبر ۲۰۲۱ اظهار داشتند که «سونوگرافی معاصر می‌تواند سوسو زدن الکتریکی بخشی از بافت جنینی را تشخیص دهد» که از نظر ساختاری و عملکردی با درک افراد عادی و پزشکی متفاوت است. تعریف اصطلاح «ضربان قلب». ۵۳٪ از بزرگسالان کارولینای جنوبی در یک نظرسنجی گفتند که از «حق انتخاب یک زن برای سقط جنین ایمن و قانونی» حمایت می‌کنند، در حالی که ۳۷٪ از آن حمایت نمی‌کنند. در ژانویه سال ۲۰۲۳، دادگاه عالی کارولینای جنوبی این قانون را به عنوان نقض بند حریم خصوصی ایالت بر اساس ماده ۱، بخش ۱۰ قانون اساسی کارولینای جنوبی رد کرد.
تعداد کلینیک‌های سقط جنین در کارولینای جنوبی طی سال‌ها در نوسان بوده‌است، به طوری که در سال ۱۹۸۲، ۱۵ کلینیک، در سال ۱۹۹۲ هجده کلینیک و در سال ۲۰۱۴ سه کلینیک بود. ۵۷۱۴ سقط جنین قانونی در سال ۲۰۱۴ و ۵۷۷۸ مورد در سال ۲۰۱۵ رخ داده‌است.

## تاریخ
زنان کارولینای جنوبی سابقه طولانی در سفر به خارج از ایالت برای سقط جنین قانونی دارند. منتقدان تلاش‌های قانونگذاران ایالتی برای محدود کردن دسترسی به سقط جنین می‌گویند که این امر منجر به این می‌شود که زنان کارولینای جنوبی باید پول بیشتری خرج کنند و مسافت‌های بیشتری را برای این عمل طی کنند.

### تاریخچه قانونگذاری
در پایان دهه ۱۸۰۰، همه ایالت‌های اتحادیه به جز لوئیزیانا در ممنوعیت‌های قانونی خود در مورد سقط جنین استثنائات درمانی داشتند. در قرن نوزدهم، ممنوعیت سقط جنین توسط قانونگذاران ایالتی، با توجه به تعداد مرگ و میرهای ناشی از سقط جنین، حفاظت از جان مادر بود. دولت‌های ایالتی خود را مراقب جان شهروندان خود می‌دانستند. در سال ۱۹۵۰، قانونگذار ایالتی قانونی را تصویب کرد که بیان می‌کرد زنی که سقط جنین انجام داده یا فعالانه به دنبال سقط جنین بوده، صرف نظر از اینکه آیا آن را انجام داده‌است، مرتکب یک جرم جنایی شده‌است.
این ایالت یکی از ۲۳ ایالتی بود که در سال ۲۰۰۷ دارای شرایط دقیق رضایت آگاهانه مخصوص سقط جنین بود. در سال ۲۰۱۳، قانون تنظیم هدفمند ارائه‌دهندگان سقط جنین (TRAP) علاوه بر کلینیک‌های سقط جنین، در مورد سقط‌های ناشی از دارو و مطب‌های خصوصی پزشک اعمال شد. فرماندار نیکی هیلی قانونی را امضا کرد که ممنوعیت ۲۰ هفته ای سقط جنین را در سال ۲۰۱۶ به اجرا گذاشت. در مراسم جشن امضای دوربین‌ها، او توسط کودکان معلول احاطه شد.
نماینده جمهوری‌خواه، گرگ دلنی، حامی اصلی قانون کارولینای جنوبی بود که بر اساس آن زنان باید قبل از اجازه سقط جنین، سونوگرافی جنین را ببینند. او گفت که این سونوگرافی به زن این امکان را می‌دهد که «خودش تعیین کند که آیا حامل یک کودک متولد نشده سزاوار محافظت است یا اینکه این فقط یک قسمت ناخوشایند و غیر ضروری از بدن او است.» هرزه. جان آر. مک‌کراوی سوم در دسامبر ۲۰۱۸، HB 3020 را در مجلس نمایندگان کارولینای جنوبی معرفی کرد این لایحه با عنوان «قانون محافظت از ضربان قلب جنین در برابر سقط جنین» در ۸ ژانویه ۲۰۱۸ ارائه شد و به کمیسیون قضایی مجلس ارجاع شد. تلاش‌های قبلی برای تصویب لوایح ضربان قلب جنین در مجمع عمومی کارولینای جنوبی شکست خورد. قوه مقننه ایالتی یکی از ده ایالتی بود که در آن سال سعی در تصویب قوانین مشابه داشتند. در آوریل ۲۰۱۹، با رای ۷۰ به ۳۱، مجلس نمایندگان SC لایحه «ضربان قلب جنین» را تصویب کرد. این اقدام پس از پنج ساعت بحث به تصویب رسید.
در فوریه ۲۰۲۱، کارولینای جنوبی قانونی را تصویب کرد که تقریباً تمام سقط جنین در آن ایالت را پس از تشخیص ضربان قلب جنین غیرقانونی می‌کند. با این حال، این قانون توسط یک قاضی در مارس ۲۰۲۱ مسدود شد
در سپتامبر ۲۰۲۲، مجلس قانونگذاری کارولینای جنوبی در تلاش برای ممنوعیت سقط جنین در هنگام لقاح به دلیل مخالفت قانونگذاران زن به دلیل سختگیری بیش از حد شکست خورد. پس از آن، قانونگذار نتوانست ممنوعیت ۶ هفته ای سقط جنین را سخت‌تر کند، زیرا مخالفت‌هایی از سوی اعضای گروه مبنی بر اینکه قانون جدید پیشنهادی به اندازه کافی سخت گیرانه نیست.

### سابقه قضایی
تصمیم دادگاه عالی ایالات متحده در سال ۱۹۷۳ Roe v. حکم وید به این معنی است که ایالت دیگر نمی‌تواند سقط جنین را در سه‌ماهه اول تنظیم کند. (با این حال، دادگاه عالی Roe v. وید در Dobbs v. سازمان بهداشت زنان جکسون, 597 U.S.  (2022) ___ (2022) بعداً در سال 2022.) دادگاه عالی ایالات متحده به فرگوسن علیه. شهر چارلستون در سال 2001. در دادگاه تجدید نظر، بخش چهارم تأیید کرده بود، اما به این دلیل که جستجوها به عنوان یک موضوع قانونی و با نیازهای ویژه غیرقانونی توجیه شده بود. دادگاه عالی در مورد این پرونده یک حکم ۶–۳ داشت که در مورد خط مشی بیمارستان دولتی کارولینای جنوبی بود که همه زنان باردار را ملزم به آزمایش دارو می‌کرد. دادگاه عالی حکم داد که متمم چهارم قانون اساسی ایالات متحده از زنان در برابر جستجو و تشنج غیرمنطقی محافظت می‌کند، که آزمایش مواد مخدر اجباری بود. دیوان عالی ایالات متحده استدلال کرد که علاقه به کاهش عوارض بارداری و کاهش هزینه‌های پزشکی مرتبط با مصرف کوکائین مادر، بر آنچه که به عنوان «حداقل دخالت» در حریم خصوصی زنان توصیف می‌شود، بیشتر است. سپس دیوان عالی کشور با رسیدگی به این پرونده موافقت کرد. قاضی کندی خاطرنشان کرد که همه جستجوها، بنا به تعریف، شواهدی از جرم را کشف می‌کنند، و این چیزی در مورد «نیازهای ویژه» که جستجو ممکن است پاسخگو باشد، نمی‌گوید. با این حال، در این مورد، کندی موافقت کرد که «در حالی که این سیاست ممکن است به خوبی نیازهای مشروع و غیر مرتبط با اجرای قانون را برآورده کند، اما دارای ویژگی کیفری با ارتباط بسیار بیشتری با اجرای قانون نسبت به سایر جستجوهای انجام شده بر اساس منطق نیازهای ویژه ما بود.»

#### ۲۰۲۳
دادگاه عالی کارولینای جنوبی ممنوعیت شش هفته ای سقط جنین در ایالت را لغو کرد و حکم داد که بند حریم خصوصی قانون اساسی ایالت شامل حق ضمنی سقط جنین است.
در مارس ۲۰۲۳، قانونگذاران جمهوری‌خواه لایحه ای را با عنوان قانون حفاظت برابر قبل از تولد کارولینای جنوبی در سال ۲۰۲۳ پیشنهاد کردند که تخمک‌های بارور شده را به عنوان انسان تعریف می‌کند. بارزترین پیامد قانونی چنین تغییری این است که کسانی که سقط جنین انجام می‌دهند ممکن است مشمول مجازات اعدام شوند. این لایحه برای زنان باردار که به دلیل تجاوز جنسی، محارم یا سلامت ضعیف جنین به دنبال سقط جنین هستند، استثنایی ندارد. چنین لایحه ای همچنین موانع قانونی جدیدی را برای کسانی که به دنبال بچه دار شدن از طریق فناوری کمک باروری هستند ایجاد می‌کند.

### تاریخچه کلینیک

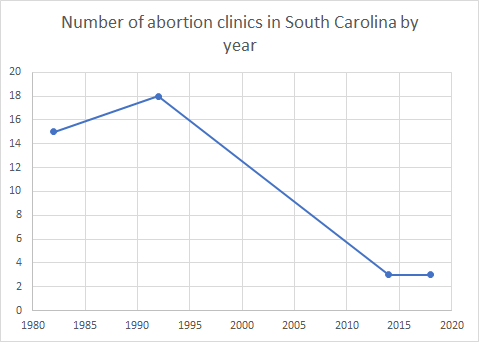
تعداد کلینیک‌های سقط جنین در کارولینای جنوبی بر اساس سال

بین سال‌های ۱۹۸۲ و ۱۹۹۲، تعداد کلینیک‌های سقط جنین در ایالت سه افزایش یافت و از پانزده در سال ۱۹۸۲ به هجده در سال ۱۹۹۲ رسید در سال ۲۰۱۴، سه کلینیک سقط جنین در این ایالت وجود داشت. در سال ۲۰۱۴، ۹۳ درصد از شهرستان‌های این ایالت کلینیک سقط جنین نداشتند. در آن سال، ۷۱ درصد از زنان ۱۵ تا ۴۴ ساله در ایالت بدون کلینیک سقط جنین زندگی می‌کردند. در سال ۲۰۱۷، دو کلینیک برنامه‌ریزی شده برای والدین وجود داشت که یکی از آنها خدمات سقط جنین را ارائه می‌کرد، در ایالتی با جمعیت ۱۱۱۲۱۹۹ زن ۱۵ تا ۴۹ ساله. در سال ۲۰۱۸، سه کلینیک مجاز سقط جنین در این ایالت وجود داشت. آنها در چارلستون، کلمبیا و گرینویل بودند. کلینیک چارلستون یک کلینیک برنامه‌ریزی شده والدین در غرب اشلی بود.

## آمار
در دوره بین سال‌های ۱۹۷۲ و ۱۹۷۴، نرخ مرگ و میر غیرقانونی سقط جنین به ازای هر میلیون زن ۱۵ تا ۴۴ ساله بین ۰٫۱ تا ۰٫۹ بود. در سال ۱۹۹۰، ۴۱۱۰۰۰ زن در ایالت با خطر حاملگی ناخواسته مواجه شدند. در سال ۱۹۹۵ حدود ۵۶۰۰ زن در کارولینای جنوبی بودند که این ایالت را برای سقط جنین ترک کردند. در سال ۱۹۹۸ حدود ۸۸۰۱ سقط جنین در کارولینای جنوبی انجام شد
در سال ۲۰۱۰، این ایالت ۹ سقط جنین با بودجه عمومی داشت که همه آنها از طریق فدرال و هیچ‌یک از بودجه دولتی تأمین نمی‌شد. در سال ۲۰۱۳، در بین زنان سفیدپوست ۱۵ تا ۱۹ ساله، ۶۶۰ سقط جنین، ۶۲۰ سقط جنین برای زنان سیاهپوست ۱۵ تا ۱۹ ساله، ۶۰ سقط جنین برای زنان اسپانیایی ۱۵ تا ۱۹ ساله و ۴۰ سقط جنین برای زنان از تمام نژادهای دیگر صورت گرفت. در سال ۲۰۱۴، ۴۲ درصد از بزرگسالان در نظرسنجی مرکز تحقیقات پیو گفتند که سقط جنین در همه یا بیشتر موارد باید قانونی باشد. حدود ۵۶۰۰ زن در کارولینای جنوبی در سال ۲۰۱۵ این ایالت را برای سقط جنین ترک کردند. این عدد یکی از بالاترین‌ها در ایالات متحده بود. در سال ۲۰۱۵ تنها ۵٫۹ درصد از سقط جنین‌های انجام شده در این ایالت مربوط به ساکنان خارج از ایالت بود. این در تضاد با کارولینای شمالی و جورجیا است. ۱۴٫۵ درصد از تمام سقط جنین‌ها در جورجیا در آن سال برای ساکنان خارج از ایالت بوده‌است، در حالی که ۷٫۵ درصد از تمام سقط‌های انجام شده در کارولینای شمالی برای ساکنان خارج از ایالت انجام شده‌است. در سال ۲۰۱۷ حدود ۱۱۰۰۰ سقط جنین در کارولینای جنوبی انجام شد در آن سال، کارولینای جنوبی نرخ مرگ و میر نوزادان ۶٫۵ مرگ و میر در هر ۱۰۰۰ تولد زنده را داشت.
| تقسیم‌بندی و ایالت سرشماری | عدد    | عدد     | عدد    | نرخ   | نرخ   | نرخ   | درصد تغییر ۱۹۹۲–۱۹۹۶ |
| ------------------------- | ------ | ------- | ------ | ----- | ----- | ----- | -------------------- |
| تقسیم‌بندی و ایالت سرشماری | ۱۹۹۲   | ۱۹۹۵    | ۱۹۹۶   | ۱۹۹۲  | ۱۹۹۵  | ۱۹۹۶  | درصد تغییر ۱۹۹۲–۱۹۹۶ |
| اقیانوس اطلس جنوبی        | ۲۶۹۲۰۰ | ۲۶۱٬۹۹۰ | ۲۶۳۶۰۰ | ۲۵٫۹  | ۲۴٫۶  | ۲۴٫۷  | -۵                   |
| دلاور                     | ۵۷۳۰   | ۵۷۹۰    | ۴۰۹۰   | ۳۵٫۲  | ۳۴٫۴  | ۲۴٫۱  | -۳۲                  |
| منطقه کلمبیا              | ۲۱٬۳۲۰ | ۲۱٬۰۹۰  | ۲۰۷۹۰  | ۱۳۸٫۴ | ۱۵۱٫۷ | ۱۵۴٫۵ | ۱۲                   |
| فلوریدا                   | ۸۴۶۸۰  | ۸۷۵۰۰   | ۹۴۰۵۰  | ۳۰    | ۳۰    | ۳۲    | ۷                    |
| گرجستان                   | ۳۹۶۸۰  | ۳۶۹۴۰   | ۳۷٬۳۲۰ | ۲۴    | ۲۱٫۲  | ۲۱٫۱  | -۱۲                  |
| مریلند                    | ۳۱۲۶۰  | ۳۰٬۵۲۰  | ۳۱٬۳۱۰ | ۲۶٫۴  | ۲۵٫۶  | ۲۶٫۳  | ۰                    |
| کارولینای شمالی           | ۳۶۱۸۰  | ۳۴۶۰۰   | ۳۳۵۵۰  | ۲۲٫۴  | ۲۱    | ۲۰٫۲  | -۱۰                  |
| کارولینای جنوبی           | ۱۲۱۹۰  | ۱۱۰۲۰   | ۹٬۹۴۰  | ۱۴٫۲  | ۱۲٫۹  | ۱۱٫۶  | -۱۹                  |
| ویرجینیا                  | ۳۵۰۲۰  | ۳۱٬۴۸۰  | ۲۹٬۹۴۰ | ۲۲٫۷  | ۲۰    | ۱۸٫۹  | -۱۶                  |
| ویرجینیای غربی            | ۳٬۱۴۰  | ۳۰۵۰    | ۲۶۱۰   | ۷٫۷   | ۷٫۶   | ۶٫۶   | -۱۴                  |

| محل                                                                                      | اقامتگاه | اقامتگاه     | اقامتگاه | وقوع  | وقوع         | وقوع   | ٪ بدست آمده به وسیله ساکنان خارج از ایالت | سال  | مرجع   |
| ---------------------------------------------------------------------------------------- | -------- | ------------ | -------- | ----- | ------------ | ------ | ----------------------------------------- | ---- | ------ |
| محل                                                                                      | خیر      | امتیاز دهید^ | نسبت^^   | خیر   | امتیاز دهید^ | نسبت^^ | ٪ بدست آمده به وسیله ساکنان خارج از ایالت | سال  | مرجع   |
| کارولینای جنوبی                                                                          | ۹۷۷۴     | ۱۰٫۴         | ۱۷۰      | ۵٬۷۱۴ | ۶٫۱          | ۹۹     | ۵٫۳                                       | ۲۰۱۴ | [ ۳۵ ] |
| کارولینای جنوبی                                                                          | ۱۱٬۰۳۲   | ۱۱٫۶         | ۱۹۰      | ۵۷۷۸  | ۶٫۱          | ۹۹     | ۵٫۹                                       | ۲۰۱۵ | [ ۳۶ ] |
| کارولینای جنوبی                                                                          | ۱۰۷۷۳    | ۱۱٬۲         | ۱۸۸      | ۵۷۳۶  | ۶٫۰          | ۱۰۰    | ۵٫۴                                       | ۲۰۱۶ | [ ۳۷ ] |
| ^ تعداد سقط جنین به ازای هر ۱۰۰۰ زن ۱۵ تا ۴۴ ساله؛ ^^تعداد سقط جنین در هر ۱۰۰۰ تولد زنده |          |              |          |       |              |        |                                           |      |        |

## دیدگاه‌ها و فعالیت‌های مربوط به حقوق سقط جنین

### اعتراضات
معترضان در ماه مه ۲۰۱۹ در راهپیمایی‌های حمایت از حقوق سقط جنین به عنوان بخشی از جنبش توقف ممنوعیت‌ها شرکت کردند

## دیدگاه‌ها و فعالیت‌های ضد سقط جنین

### دیدگاه‌ها
بین سال‌های ۱۹۹۸ تا ۲۰۱۷، تعداد سقط جنین‌هایی که به صورت سالانه در این ایالت انجام می‌شد، ۵۱۱۲ مورد کاهش یافت. به گفته گروه حقوقی ضد سقط جنین، شهروندان کارولینای جنوبی، این کاهش به این معنی است که اقدامات شدید ضد سقط جنین در این ایالت کارساز بوده‌است. به گفته هالی گاتلینگ، مدیر اجرایی شهروندان کارولینای جنوبی، در مورد تعداد زنانی که در مدت مشابه در خارج از ایالت به دنبال سقط جنین هستند، "شهروندان کارولینای جنوبی برای زندگی مسئول کارولینای جنوبی هستند، نه برای هیچ ایالت دیگری که در آن زنان ادعا می‌کنند از کارولینای جنوبی باشند فرزندان خود را سقط کنند. [. . .] تنها کاری که می‌توانیم انجام دهیم این است که برای کاهش تعداد سقط جنین‌هایی که در کارولینای جنوبی اتفاق می‌افتد تلاش کنیم، و ما این کار را انجام داده‌ایم و به انجام آن ادامه می‌دهیم.»
فرماندار نیکی هیلی در سال ۲۰۱۶ گفت: «من طرفدار زندگی نیستم زیرا حزب جمهوری خواه به من می‌گوید. [. . .] من طرفدار زندگی هستم زیرا همه ما تجربیاتی از معنای داشتن یکی از این کوچولوهای خاص در زندگی خود داشته‌ایم.»
لری گرومز، سناتور جمهوری‌خواه چارلستون در سال ۲۰۱۸ گفت: «من معتقدم که تمام زندگی مقدس است، که یک کودک متولد نشده حق زندگی دارد، درست مانند کودکی که قبلا تولد را تجربه کرده‌است.»
نماینده ایالت کارولینای جنوبی نانسی میس در رابطه با ممنوعیت شش هفته ای سقط جنین "ضربان قلب جنین" در سال ۲۰۱۹، زمانی که در حین سخنرانی ۱۰ دقیقه ای در مورد اصلاحیه ای که ارائه کرده بود، در صحن مجلس گفت: "من آنقدر محکم روی تریبون چنگ زده بودم که فکر می‌کردم من قرار بود آن را از روی زمین بیرون بکشد. [. . .] از زبانی که همکارانم استفاده می‌کردند عصبانی بودم. می‌گفتند تجاوز جنسی تقصیر زن است. این زنان را بچه کش و قاتل نامیدند. این زبان نسبت به زنان، به ویژه قربانیان تجاوز جنسی یا زنای با محارم، بسیار تحقیرکننده است. و من با خودم گفتم من آن گاو نر را تحمل نمی‌کنم ----. تقریباً داشتم توی میکروفون داد می‌زدم. من یک سخنرانی بسیار پرشور برای همکارانم ایراد کردم و این همان چیزی بود که این استثناء را از بین برد.»